# Che Guevara Colonia
Che Guevara Colonia är en ort i Mexiko.   Den ligger i kommunen Aguascalientes och delstaten Aguascalientes, i den centrala delen av landet, 400 km nordväst om huvudstaden Mexico City. Che Guevara Colonia ligger 1 981 meter över havet och antalet invånare är 328.
Terrängen runt Che Guevara Colonia är en högslätt. Runt Che Guevara Colonia är det tätbefolkat, med 459 invånare per kvadratkilometer. Närmaste större samhälle är Aguascalientes, 7,8 km väster om Che Guevara Colonia. Trakten runt Che Guevara Colonia består till största delen av jordbruksmark.